# Ветчинкин, Николай Дмитриевич
Николай Дмитриевич Ветчинкин (19 декабря 1917, село Покровка, Воронежская губерния — 20 ноября 1992) — строитель, монтажник, Герой Социалистического Труда.

## Биография
Родился в 1916 году на Белгородчине. Окончил политехнический техникум.
С 1936 года трудился подсобным рабочим, электросварщиком. Участвовал в Великой Отечественной войне.
После окончания войны работал прорабом на восстановлении Дубровской ГРЭС, монтажником на строительстве Усть-Каменогорской ГЭС, бригадиром монтажников треста «Гидромонтаж» при сооружении Волжской ГЭС им. В. И. Ленина, завода «Волгоцеммаш», ТЭЦ ВАЗа, химических заводов в Тольятти и других объектов.
Способ подготовки монтажа металлургических конструкций на земле, примененный Ветчинкиным при установке закладных деталей камерных шлюзов, откатных ворот и шлюзовых створок Волжской ГЭС, значительно ускорил процесс строительства.
Умер в 1992 году. Похоронен в Тольятти.

## Награды
- Герой Социалистического Труда (1958).
- Орден Отечественной войны II степени (6.4.1985)[2]